# Marie-Louise Steinbauer

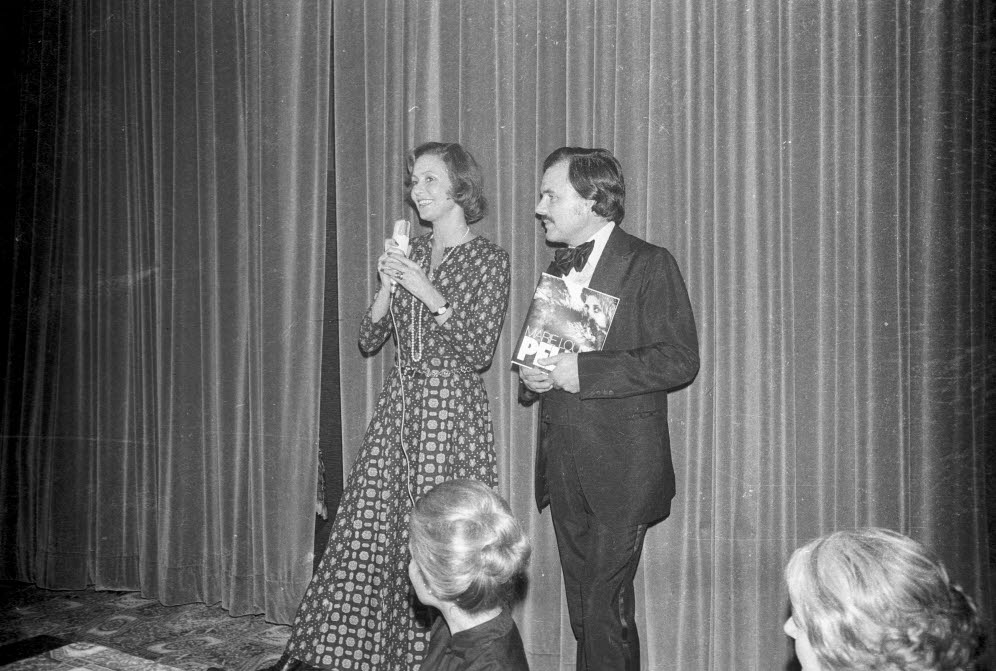
Marie-Louise Steinbauer (1973)

Marie-Louise Steinbauer (* 3. Januar 1934 in Köln) ist eine deutsche Journalistin, Moderatorin und Autorin.

## Leben
Die in Köln geborene Marie-Louise Steinbauer besuchte zunächst Schulen in Berlin und Bromberg, wechselte später auf das Internat im Stift Keppel und beendete die Schulische Ausbildung mit dem Abitur in Köln. An der dortigen Staatlichen Dolmetscherschule vertiefte sie ihre Kenntnisse der englischen und französischen Sprache und erhielt in beiden Sprachen ein entsprechendes Diplom. Ihre erste berufliche Tätigkeit folgte als Industrie-Dolmetscherin beim Automobilhersteller Ford in Köln.
In dieser Zeit begann sie erstmals als Fotomodell für Modeaufnahmen in Köln zu arbeiten. Kurze Zeit später entstanden für die renommierte Zeitschrift Film und Frau in Berlin weitere Aufnahmen, darunter schon bald erste Titelbilder. Sie lernte Mitte der 1950er Jahre den Kosmetikunternehmer Helmut Frankenberg (Penaten-Creme) kennen, den sie kurze Zeit später heiratete. Aus dieser Beziehung ging 1957 die Tochter Pia Frankenberg hervor. Nach nur einem Jahr wurde die Ehe mit Helmut Frankenberg geschieden und die gemeinsame Tochter wuchs beim Vater auf, der 1974 beim Absturz des Lufthansa-Fluges 540 in Nairobi ums Leben kam.
In der Folgezeit widmete sich Steinbauer ganz ihrer Karriere als Mannequin mit Stationen in Paris, London und Rom. Einen beruflichen Höhepunkt erreichte sie Anfang der 1960er Jahre mit einem Vertrag bei der angesehenen New Yorker Agentur Eileen Ford. In New York lebte Steinbauer insgesamt vier Jahre. Hier lernte sie den Journalisten des NDR Werner Baecker kennen, der die TV-Unterhaltungssendung Die aktuelle Schaubude entwickelt hatte.
Durch die Vermittlung von Baecker übernahm sie zusammen mit Christian Müller 1966 die Moderation der Aktuellen Schaubude. In der über zehnjährigen gemeinsamen Zeit bis 1976 begrüßten die Moderatoren neben zahlreichen lokalen Prominenten auch internationale Stars wie ABBA, Shirley MacLaine, Sammy Davis junior und Peter Ustinov. Über ihre Erlebnisse und Begegnungen in der Aktuellen Schaubude schrieb sie 1974 das Buch Budenzauber. Während der Schaubuden-Jahre moderierte Steinbauer zudem weitere Sendungen, wie beispielsweise die beiden deutschen Vorentscheidungen zum Eurovision Song Contest 1969 Ein Lied für Madrid und 1970 Ein Lied für Amsterdam. Außerdem trat sie als Gast in anderen Unterhaltungssendungen auf, wie 1975 in Hans Rosenthals Dalli Dalli oder 1976 in Rudi Carrells Am laufenden Band.
An ihre Zeit als Mannequin anknüpfend verfasste Steinbauer zusammen mit Ko-Autor Rudolf Kinzel 1973 ein Buch über Pelzmoden. Zudem entwarf sie Mode für den Otto-Versand, für den sie später als Mode-PR-Repräsentantin arbeitete. Als Moderedakteurin des NDR führte sie bis 1988 durch die Fernsehsendung Chic, für den WDR präsentierte sie darüber hinaus seit 1983 als Moderatorin an der Seite von Werner Sonne und später von Michael Stoffregen-Büller die Nachrichtensendung Aktuelle Stunde.
Große Popularität erreichte Marie-Louise Steinbauer von 1982 an als Moderatorin der NDR Talk Show. Bis 1991 moderierte sie, meist gemeinsam mit den Kollegen Hermann Schreiber und Wolf Schneider, 46-mal diese Sendung. Danach kehrte sie vereinzelt auf den Bildschirm zurück, so beispielsweise 1996, als sie gemeinsam mit Carlo von Tiedemann die NDR Silvestershow moderierte. Steinbauer war seit 1983 in zweiter Ehe mit dem Regisseur Hermann Leitner verheiratet. Ihre Erlebnisse mit der Schauspielerin Romy Schneider verarbeitete Steinbauer in ihrem 1999 erschienenen Buch Die andere Romy, Momentaufnahmen.

## Schriften
- Mit Rudolf Kinzel: Marie Louise – Pelze. Steinbock, Hannover 1973.
- Budenzauber, Marie Louise präsentiert Prominente. Glöss, Hamburg 1974, ISBN 3-87261-004-X.
- Die andere Romy, Momentaufnahmen. Schröder, München 1999, ISBN 3-547-78746-7.